# Linia 1 metra w Szanghaju
Linia 1 – pierwsza linia metra w Szanghaju otwarta 28 maja 1993 roku. Przebiega na osi północ-południe, od stacji Fujin Lu do stacji Xinzhuang.